# Bộ Lại
Bộ Lại hay Lại bộ (chữ Hán:吏部) là một cơ quan hành chính thời phong kiến tại các nước Đông Á, phụ trách việc quan tước, phong tước, ân ban thuyên chuyển, lựa chọn, xét công, bãi truất và thăng thưởng, bổ sung quan lại, cung cấp người cho các nha môn; tương đương với Bộ Nội vụ ngày nay. 
Bộ Lại đặt ra các ti là Lại bộ ti, Tư phong ti, Tư huân ti, Khảo công ti, chủ quản các công việc của quan văn như bổ nhiệm, bãi miễn, khảo khóa, thăng giáng, huân phong, điều động. Có thời đổi thành tư liệt, thiên quan, văn bộ, sau lại đổi về như cũ. Đứng đầu Bộ Lại là Thượng thư Bộ Lại (Lại bộ Thượng thư) với hàm chánh tam phẩm, cấp dưới lần lượt là Lại bộ thị lang gồm hai người với hàm chánh tứ phẩm thượng. Dưới nữa là lang trung có hai người với hàm chánh ngũ phẩm thượng và viên ngoại lang gồm hai người với hàm chánh lục phẩm thượng.

## Các thời kỳ

### Nhà Hán - nhà Đường
Năm Kiến Thủy thứ tư (29 TCN) thời Hán Thành Đế lập ra thường thị tào, đến thời Hán Quang Vũ Đế đổi thành lại tào. Thời Hán Linh Đế đổi thành Tuyển bộ. Từ thời Tào Ngụy và nhà Tấn trở đi gọi là Lại bộ. Thời Tùy, Đường và Ngũ đại, bộ này là một trong sáu bộ (Lục bộ) của Thượng thư tỉnh.
Thời kỳ đầu nhà Đường bộ này còn cai quản cả việc khảo thí khoa cử, đến năm Khai Nguyên thứ 24 (736) thời Đường Huyền Tông thì công việc này được giao lại cho bộ Lễ. Thời kỳ giữa của nhà Đường, các quyền xem xét quan viên và bổ nhiệm, bãi miễn bị thu hồi dần về thượng thư tỉnh. 

### Mông - Nguyên
Thời kỳ đầu đặt 3 người làm thượng thư với hàm chánh tam phẩm, thị lang hai người với hàm chánh tứ phẩm, lang trung hai người hàm tòng ngũ phẩm, viên ngoại lang hai người hàm tòng lục phẩm. Năm Trung Thống thứ nhất (1260) thời Nguyên Thế Tổ lấy Lại cùng Hộ và Lễ làm tả tam bộ với thượng thư hai người, thị lang hai người, lang trung 4 người, viên ngoại lang 6 người. Năm Chí Nguyên thứ nhất (1271) lấy Lại cùng Lễ làm một bộ với thượng thư 3 người, thị lang nhưng hai người, lang trung nhưng 4 người, viên ngoại lang 3 người. Năm 1273 phục hồi tả tam bộ. Năm 1275, nhập Lại và Lễ thành một bộ với thượng thư hai người, thị lang, lang trung, viên ngoại lang mỗi chức 1 người. Năm 1277, lập ra thượng thư lục bộ, trong đó Lại bộ thượng thư 1 người, thị lang 1 người, lang trung hai người, viên ngoại lang hai người. Năm 1278, tái lập Lại Lễ bộ với thượng thư, thị lang, lang trung mỗi chức 1 người, viên ngoại lang nhưng hai người. Năm 1283, sắp xếp lại bộ Lại, tăng thượng thư lên 7 người, thị lang 3 người, lang trung hai người, viên ngoại lang 4 người. Năm 1289, giảm thượng thư còn hai người, thị lang và lang trung mỗi chức 1 người, viên ngoại lang hai người. Năm 1291, tăng thượng thư lên 3 người. Năm 1293, mỗi chức nói trên đều có hai người. Năm 1298, lại tăng thượng thư lên thành 3 người, chủ sự 3 người, Mông Cổ tất đồ xích 3 người, lệnh sử 25 người, Hồi Hồi lệnh sử hai người, khiếp lý mã xích 1 người, tri ấn hai người, tấu sai 6 người, Mông Cổ thư tả hai người, thuyên tả 5 người, điển lại 19 người.